# تشارلز دبليو. فيشر
تشارلز دبليو. فيشر هو سياسي كندي، ولد في 4 أغسطس 1866، وتوفي في 5 مايو 1919 في إدمونتون في كندا بسبب الإنفلونزا الأسبانية وإنفلونزا. حزبياً، نشط في الحزب الليبيرالي الألبرتي. وقد انتخب عضو الجمعية التشريعية ألبرتا وانتخب Speaker of the Legislative Assembly of Alberta ‏.